# Leopold Biermann
 Leopold Biermann  (* 8. August 1875 in Spenge, Kreis Herford; † 9. September 1922 in München) war ein deutscher Kunstmaler und Mäzen.

## Biografie
Leopold Heinrich Otto Biermann war der Sohn des Zigarrenfabrikanten und Kaufmanns Friedrich Biermann und seiner Ehefrau Bertha, geborene Krollmann (1840–1930). Als seine Geschwister werden genannt: Elisabeth, verheiratete Hirschfeld (1867–1892), Magdalene Mathilde (* 23. September 1870), verheiratet mit dem Unternehmer Richard Hirschfeld (1855–1915), Friedrich Karl (1872–1923), Berta (* 1876), verheiratet mit Kaufmann Georg Albrecht Strauch aus Bremen, Wilhelm Eduard (1878–1937) sowie Agnes, verheiratet mit dem Bremer Kaufmann Franz Heinrich Thorbecke, der nach dem Tod von Friedrich Karl die alleinige Firmenleitung übernahm.
Leopold Biermann absolvierte das Alte Gymnasium in Bremen und studierte danach Malerei an der Kunstakademie Düsseldorf, unter anderem bei Eduard von Gebhardt. Er lebte dann in Düsseldorf, wo er 1897 bis 1915 Mitglied des Künstlervereins „Malkasten“ war, und unternahm einige Studienreisen. 1897 mietete er in St. Anna, einem Ortsteil von Sluis in den Niederlanden, zusammen mit dem Düsseldorfer Kollegen Johann Georg Dreydorff ein Appartement im Hause einer Familie Boderie. Gemeinsam und mit gelegentlichen Besuchern aus dem Kreis von Arthur und Eugen Kampf an der Düsseldorfer Akademie, unter anderem bereits 1897 Albert Engstfeld, der 1903 ganz zu Dreydorff zog, zeichnete man Ortsansichten und in der Umgebung die typischen flachen Landschaften mit niedrigem Horizont, Kanälen und Windmühlen. Als der Vater während einer Reise 1904 in Frankfurt am Main starb, kehrte Leopold nach Bremen zurück und trat als Teilhaber in das von seinem Bruder Friedrich Karl und einem weiteren Teilhaber, seinem Schwager Richard Hirschfeld (bis 1906), geführte väterliche Unternehmen ein.
Als vermögender Mitunternehmer betätigte er sich nun als Kunstmäzen. Er sammelte Kunstwerke, förderte einzelne Künstler und pflegte vielfältige Kontakte und Geselligkeiten mit Malern, Bildhauern und Schriftstellern – unter anderem war er mit Alfred Walter Heymel und Rudolf Alexander Schröder befreundet. Er war Förderer des Insel Verlages und organisierte Feste. Der Kunsthalle Bremen schenkte er viele Werke bedeutender Impressionisten und Expressionisten, unter anderem von Gustave Courbet, Ludwig von Hofmann, Walter Leistikow und dem frühen Max Liebermann, der die Mutter porträtiert hatte. Für längere Zeit war er Stellvertretender Vorsitzender und Schatzmeister des Kunstvereins in Bremen. Zudem war er Mitglied in mehreren anderen Kunstvereinigungen wie der Freien Secession in Berlin, der Dresdner Sezession, dem Deutschen Künstlerbund oder dem Deutschen Verein für Kunstwissenschaft in Berlin.
Er unterstützte die Vorstellungen des Kunsthallendirektors Gustav Pauli (1866–1938), aus der Kunsthalle eine Galerie der modernen Kunst zu entwickeln. 1909 veranstaltete er eine Leihausstellung aus bremischem Privatbesitz.
Auch in anderen Vereinen, für Segeln – er besaß eine 15-m-R-Yacht, die 1910 für ihn gebaute „Sophie Elisabeth“, – Golf, Rudern, Automobile und Luftfahrt oder im Verband für Sanitätshunde war er aktiv. Er förderte das Bremer Stadttheater durch die Bereitstellung der Mittel für bedeutende Gastspiele. Er unterstützte zudem eine Vereinigung für Waisenkinder und im Ersten Weltkrieg die Verwundeten-Fürsorge, indem er in seinen Besitzungen „Hoher Kamp“ und „Villa Gutweil“ Genesungsheime für Soldaten der Kaiserlichen Marine errichtete.
Hans Harder Biermann-Ratjen, der Sohn des Hamburger Notars Dr. Hans Rudolf Ratjen und von Biermanns zweiter Ehefrau Alix, geborene Ruete, wurde 1922 von Biermann adoptiert.
Leopold Biermann, der an einer angeborenen Wachstumshemmung litt, starb im Alter von 47 Jahren an Herzschwäche in einem Münchner Sanatorium. Die Grabrede hielt Rudolf Alexander Schröder. Biermanns Bremer Häuser „Villa Gutweil“ und „Gut Hoher Kamp“ wurden nach seinem Tode unter seinen Erben aufgeteilt.

## Bildnis
- Bernhard Hoetger: Büste; Bremen, Rathaus; Leihgabe der Kunsthalle Bremen.[12]
- Fotografie: Hamburg, Museum für Kunst und Gewerbe: MKG Sammlung Online | Der Kunstsammler Leopold Biermann (https://sammlungonline.mkg-hamburg.de/ › object › mkg-e00137443).